# Chiesa dei Santi Canziani Martiri
La chiesa dei Santi Canziani Martiri è la parrocchiale di San Canzian d'Isonzo, in provincia ed arcidiocesi di Gorizia; fa parte del decanato di Ronchi dei Legionari.

## Storia
In base ai reperti ritrovati, si può supporre che tra il I e il IV secolo sorgessero dove oggi vi è la chiesa delle abitazioni.
Nel IV secolo fu fondato un cimitero per accogliere le spoglie dei santi Canzio, Canziano e Canzianilla, martirizzati nel 304; successivamente, verso il 313 sorse pure una basilica.
Questo edificio venne ampliato tra il VIII e il X secolo mediante la costruzione del transetto, del nartece e del protiro.
Inoltre prima del secolo IX, probabilmente in epoca longobarda, sorse il monastero benedettino di Santa Maria per la venerazione dei tre martiri Canziani. Dell'esistenza del monastero trova testimonianza nel documento che risale al 17 febbraio 819 d.C. che menziona una donazione in cui l’imperatore Ludovico il Pio attribuisce i beni confiscati al ribelle longobardo Ardulfo al monastero.
La basilica ed il monastero vennero distrutti durante l'invasione degli Ungari, fu nuovamente ricostruita solo la basilica con dimensioni leggermente inferiori, per poi cadere in rovina alla fine del Medioevo.
All'inizio del XVI secolo venne edificata una nuova chiesa, consacrata nel 1536; questa struttura fu ampliata nel 1578 e riconsacrata il 13 giugno 1593.
L'attuale parrocchiale è frutto di un rifacimento condotto nel Settecento in due fasi: nel 1724 venne rifatto il presbiterio, mentre nel 1735 si ampliò la navata e si eresse il campanile.
Nel 1778 fu realizzato il soffitto, andando così a nascondere le capriate che sorreggono il tetto.
Durante la prima guerra mondiale il presbiterio venne praticamente distrutto e dovette essere ricostruito nel 1920.
Tra il 1964 ed il 1967 furono condotti degli scavi archeologici che portarono alla luce i resti della basilica paleocristiana e della tomba dei santi Canzio, Canziano e Canzianilla.
La chiesa venne poi restaurata all'inizio del XXI secolo.

## Descrizione

### Esterno
La facciata della chiesa è tripartita da quattro lesene con capitelli dorici al di sopra dei quali vi è il fregio composto da metope e triglifi, sovrastato da timpano triangolare, al centro del quale si apre un oculo lobato. Il portale presenta un timpano semicircolare sul quale è posizionata una statua raffigurante la Beata Vergine Maria; sopra di esso c'è il rosone, mentre ai lati si aprono due nicchie.

### Interno
Opere di pregio conservate all'interno della chiesa sono l'altare maggiore, realizzato nel XVIII secolo da Paolino Zuliani e da Carlo Picco, il trittico raffigurante i santi Canzio, Canziano e Canzianilla, eseguito da Giacomo Secante verso il 1585, le tele di Matteo Furlanetto che rappresentano il Martirio delle sante Eufemia, Dorotea, Tecla ed Erasma e i santi Ermacora, Fortunato, Grisostomo, Anastasio e Zoilo.